# Trop loin pour toi
Pour plus de détails, voir Fiche technique et Distribution.
Trop loin pour toi ou Loin des yeux au Québec (Going the Distance) est un film américain réalisé par Nanette Burstein et sorti en salles en 2010.

## Synopsis
Erin et Garrett forment un couple qui vit leur relation à longue distance. Elle à San Francisco, lui à Manhattan. Mais ils en viennent à se demander si cet éloignement d'un État à l'autre, n'aura pas raison de leur relation amoureuse.

## Fiche technique
- Titre : Trop loin pour toi
- Titre original : Going the Distance
- Réalisation : Nanette Burstein
- Scénario : Geoff LaTulippe (en)
- Directeur de la photographie : Eric Steelberg
- Direction artistique : John Kasarda et Peter Rogness
- Décors : Kevin Kavanaugh
- Décoration de plateau : David Schlesinger
- Costumes : Catherine Mary Thomas
- Distribution des rôles : Juel Bestrop, Kathleen Chopin et Seth Yanklewitz
- Montage : Peter Teschner (en)
- Musique : Mychael Danna
- Producteurs : Adam Shankman, Jennifer Gibgot et Garrett Grant
  - Producteurs exécutifs : Richard Brener, Michael Disco et Dave Neustadter
- Sociétés de production : New Line Cinema et Offspring Entertainment (en)
- Distribution : Warner Bros. Pictures
- Format : Couleur — 35mm — 2,35:1
- Budget : 32 millions de dollars
- Langue : anglais
- Pays :  États-Unis
- Genre : Comédie romantique
- Durée : 102 minutes
- Dates de sortie :
  - Royaume-Uni : 27 août 2010
  - États-Unis et Canada : 3 septembre 2010
  - France et Suisse romande : 29 septembre 2010
- Classification : 
  - États-Unis : R (Restricted)
  - France : Tous publics
  - Québec : 13+

## Distribution
- Drew Barrymore (VF : Coraly Zahonero) : Erin Rankin Langford
- Justin Long (VF : Patrick Mancini) : Garrett Austin Scully
- Charlie Day (VF : Daniel Lafourcade) : Dan
- Jason Sudeikis (VF : Thierry Kazazian) : Box
- Christina Applegate (VF : Véronique Soufflet) : Corinne, la sœur d'Erin
- Jim Gaffigan (VF : Jean-Pol Brissart) : Phil, le mari de Corinne
- Taylor Schwencke : Maya, la fille de Corinne et Phil
- Rob Riggle (VF : Constantin Pappas) : Ron
- June Diane Raphael (VF : Sybille Tureau) : Karen
- Ron Livingston (VF : Thomas Roditi) : Will, le patron de Garrett
- Matt Servitto (VF : Marc Alfos) : Hugh, le patron d'Erin à New York
- Oliver Jackson-Cohen (VF : Rémi Bichet) : Damon
- Kelli Garner (VF : Caroline Victoria) : Brianna
- Natalie Morales (VF : Laura Blanc) : Brandy
- Sarah Burns : Harper
- Leighton Meester (VF : Delphine Rivière) : Amy
- Tuffy Questell : l'agent de sécurité à l'aéroport
- Terry Beaver (VF : Achille Orsoni) : le professeur
- Charlie Hewson : « douchebag »
- Mike Birbiglia : Toby
- Meredith Hagner (en) : l'employée du salon de bronzage
- Kristen Schaal : la barmaid
- Graham Davie : Zach
- Mick Hazen : Zeff
- Happy Anderson : Terry
- Loretta Fox : Sandy
- Carole Raphaelle Davis (en) : Carmen
- Maria Conte Di Angelis : la réceptionniste
- Peyton Roi List : Kaley Arizona

 Source et légende : version française (VF) sur RS Doublage

## Production
L'idée de l'histoire de Trop loin pour toi est née lors d'une nuit de beuverie entre le scénariste Geoff LaTulippe (en), dont c'est le premier scénario, et le producteur exécutif Dave Neustadter où durant laquelle ils échangent des idées, quand Neustadter « venait de se lancer dans une idylle transcontinentale et avait une quantité d'anecdotes à ce sujet », car le scénario est inspiré de la relation longue distance du producteur avec une ancienne amie. La réalisation est confiée à Nanette Burstein, dont c'est le premier long-métrage de fiction, après plusieurs documentaires. Les deux rôles principaux sont incarnés par Drew Barrymore et Justin Long, qui formaient un couple au moment de tourner le film, mais se sont séparés lors du tournage.
Le tournage, qui a débuté en juillet 2009, s'est déroulée essentiellement à New York, tandis que la deuxième équipe tournèrent quelques scènes à San Francisco.

## Réception

### Accueil critique
Trop loin pour toi a reçu un accueil critique mitigé dans les pays anglophones, où il recueille 52 % d'avis favorables sur le site Rotten Tomatoes, basé sur cent cinquante-sept commentaires et une note moyenne de 5.7⁄10, le consensus du site étant : « Opportun et plus honnête que la plupart des comédies romantiques, mais l'alchimie de Drew Barrymore et Justin Long ne compensent pas la monotonie totale [du film] ». Le site Metacritic lui attribue le score de 51⁄100, basée sur trente-et-un commentaires collectées

### Box-office
| Pays ou région | Box-office      | Date d'arrêt du box-office | Nombre de semaines |
| -------------- | --------------- | -------------------------- | ------------------ |
| Mondial        | 42 052 757 $    | 19 décembre 2010           | 16                 |
| États-Unis     | 17 804 299 $    | 21 octobre 2010            | 7                  |
| France         | 208 690 entrées | 3 novembre 2010            | 5                  |

Trop loin pour toi a rencontré un échec commercial dès sa sortie en salles aux États-Unis : pour son premier week-end à l'affiche, le film, distribué dans une combinaison de 3 030 salles, se positionne qu'à la cinquième place du box-office américain, avec un résultat de 6 884 964 $ de recettes, soit 2 272 $ par écran en deux jours et, bénéficiant d'un jour férié., le film engrange 1,6 million de dollars de recettes supplémentaires, tout en gardant sa cinquième place jusqu'à la fin du second week-end, faisant un cumul de 8 508 290 $, soit un bénéfice de 2 808 $ par écran. Le film engrange par la suite des bénéfices en baisse, finissant sa carrière à 17,8 millions de dollars de recettes après sept semaines à l'affiche. À l'étranger, Trop loin pour toi récolte 24,2 millions de dollars supplémentaires, faisant un total de 42 millions de dollars de recettes au box-office mondial, parvenant à peine de compenser le budget de production (32 millions).